# نگهداشت‌پذیری

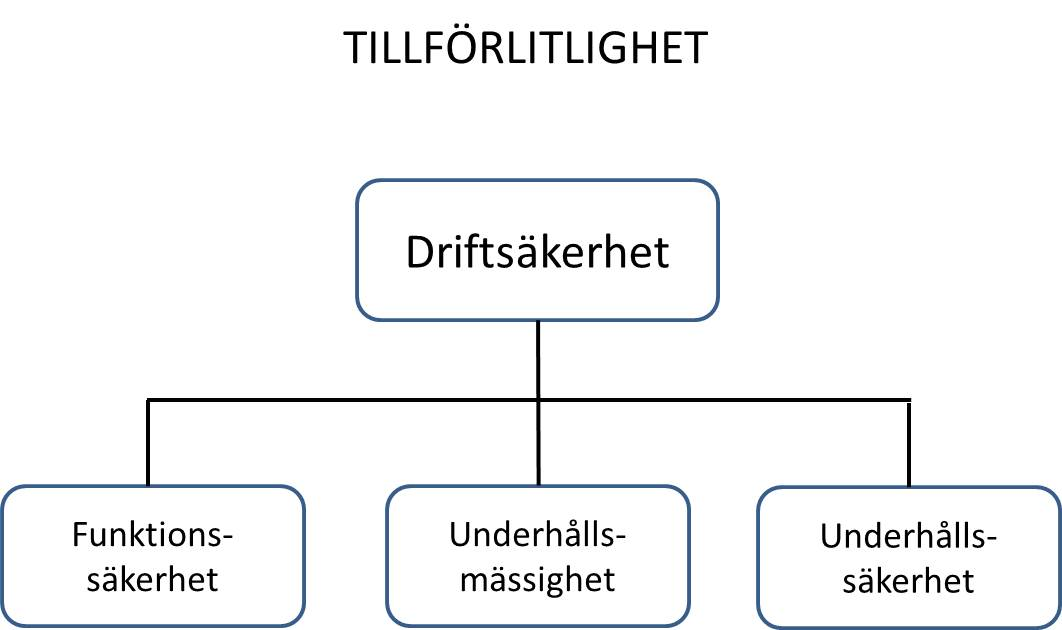
نگهداشت‌پذیری

نگهداشت‌پذیری (به انگلیسی: Maintainability) در مهندسی سهولت در نگه‌داری و پشتیبانی محصول با این اهداف است:
- مجزا کردن عیوب یا نتایجشان
- اصلاح عیوب یا نتایجشان
- اصلاح یا جایگزینی اجزا دارای خطا یا کهنه بدون مجبور شدن به جایگزینی اجزایی که هنوز کار می‌کنند
- جلوگیری از شکست‌های غیرمنتظره
- حداکثرسازی عمر مفید محصول
- حداکثرسازی بهینه‌سازی، قابلیت تکیه و امنیت
- برآورده‌سازی نیازهای جدید
- ساده کردن نگه‌داری در آینده
- برآمدن در برابر تغییر محیط